# 小西拓槙
小西 拓槙（こにし たくま、1987年7月21日 - ）は、日本の男性キックボクサー。大阪府岸和田市出身。岸和田市議会議員（1期）。

## 経歴
父親が地元で少年野球の監督をしており、5歳から同チームで野球を始める。小・中学と少年野球チームに所属し、エースで4番打者を務める。高校はPL学園や大阪桐蔭高校からスポーツ推薦を受け将来を嘱望されていた。その後大阪体育大学浪商高等学校に入学、野球部の後に日本拳法部へ入部する。全国高等学校日本拳法選手権大会で個人有段の部3位入賞の実績を残す。高校卒業後、大阪府岸和田市の消防署員として就職する。
アマチュアではK-2無差別級優勝、NJKFアマチュア70kg級王者になっている。
2009年08月14日にKrushでプロデビューしたが、2013年頃までは消防士と兼業であり、2013年1月27日のREBELS.14で開催された「REBELS RAIDERS TOURNAMENT 2013」で優勝した後のマイクでは東日本大震災で大津波により壊滅的な被害を受けた岩手県大槌町に、緊急消防援助隊として出動し、目の当たりにした捜索活動の悲惨な状況を訴えた。
そのため2013年4月14日のREBELS.15では、「現役の消防士キックボクサー」と紹介された
が、試合のREBELS 70kg級初代王座決定戦では、日菜太に判定負けを喫した。
その後、2014年4月までにはキックボクシングに専念するために消防士を辞めタイ修行を経て上京し、クロスポイント吉祥寺に所属した。
2013年9月のパンクラス20周年・横浜大会でドイツのレオ・ズーリックに5R判定勝利でISKAインターコンチネンタルスーパーウェルター級王者になる。
2017年10月1日、前回の出場から約6年半ぶりにKrushに復帰し、神保克哉に判定勝ちを収めた。その後はREBELS、RISE、GLORY、Kunlun Fightなどに出場。
2018年の大晦日に「RIZIN 平成最後のやれんのか！」でRIZINデビューしたが、内田雄大に判定負けを喫した。
2019年10月12日、「RIZIN.19」ではHIROYAに1R飛び膝蹴りでTKO勝利。RIZIN初勝利となる。
2019年11月5日、「ザ！世界仰天ニュース2時間SP」で18歳の時に121kgから68kgまでダイエットした自身の物語が放送された。
2025年2月2日に行われた岸和田市議会議員選挙に立候補し初当選した。

## 出演
映画
- パンクラス MMA ドキュメンタリー HYBRID（2013年）
- クローズEXPLODE（2014）

テレビ
- ザ!世界仰天ニュース（2019年11月5日、2021年4月6日、共にVTR出演）

## 獲得タイトル

### プロ
- REBELS RAIDERS TOURNAMENT 優勝
- ISKAインターコンチネンタルスーパーウェルター級王者

### アマチュア
- K-2無差別級優勝
- 初代NJKFアマチュア70kg級王者